# И овако и онако
И овако и онако је девети албум Османа Хаџића, издат је 2007. године за издавачку кућу Gold Music.

## Списак песама
| №   | Назив                             | Трајање |  |
| 1.  | Закаснила                         | 3:29    |  |
| 2.  | И овако и онако                   | 4:17    |  |
| 3.  | Јефтине перле                     | 3:36    |  |
| 4.  | Пролазе дјевојке                  | 3:16    |  |
| 5.  | Све је у твојим рукама            | 3:51    |  |
| 6.  | Лице њено                         | 3:58    |  |
| 7.  | Тужне ноћи                        | 4:21    |  |
| 8.  | Питајте ме нешто лакше            | 3:28    |  |
| 9.  | Звијезда тјера мјесеца            | 2:53    |  |
| 10. | Твоје очи (дует са Гогом Секулић) | 4:09    |  |
| 11. | Пита ме памет (Бонус песма)       |         |  |
| 12. | Титаник (Бонус песма)             |         |  |
| 13. | Хиљаду бијелих ружа (Бонус песма) |         |  |
| 14. | Обриши сузе баксузе (Бонус песма) |         |  |